# Hârtoape
Hârtoape – wieś w Rumunii, w okręgu Jassy, w gminie Vânători. W 2011 roku liczyła 1291 mieszkańców.